# Albioma
Albioma es un productor independiente de energías renovables. Opera principalmente en los sectores de la biomasa y la energía solar fotovoltaica, sobre todo en Francia continental y los territorios franceses de ultramar. Cotiza en la bolsa Euronext Paris.